# Брентфорд (Південна Дакота)
Брентфорд (англ. Brentford) — місто (англ. town) в США, в окрузі Спінк штату Південна Дакота. Населення — 88 осіб (2020).

## Географія
Брентфорд розташований за координатами 45°9′33″ пн. ш. 98°19′21″ зх. д. / 45.15917° пн. ш. 98.32250° зх. д. (45.159204, -98.322558).  За даними Бюро перепису населення США в 2010 році місто мало площу 0,42 км², уся площа — суходіл.

## Демографія
Згідно з переписом 2010 року, у місті мешкало 77 осіб у 30 домогосподарствах у складі 19 родин. Густота населення становила 183 особи/км².  Було 33 помешкання (78/км²).
Расовий склад населення:
| - 98,7 % — білих |

До двох чи більше рас належало 1,3 %. Частка іспаномовних становила 0,0 % від усіх жителів.
За віковим діапазоном населення розподілялося таким чином: 27,3 % — особи молодші 18 років, 61,0 % — особи у віці 18—64 років, 11,7 % — особи у віці 65 років та старші. Медіана віку мешканця становила 29,5 року. На 100 осіб жіночої статі у місті припадало 75,0 чоловіків;  на 100 жінок у віці від 18 років та старших — 86,7 чоловіків також старших 18 років.
За межею бідності перебувало 3,8 % осіб, у тому числі 3,7 % дітей у віці до 18 років та 0,0 % осіб у віці 65 років та старших.
Цивільне працевлаштоване населення становило 43 особи. Основні галузі зайнятості: будівництво — 30,2 %, роздрібна торгівля — 20,9 %, освіта, охорона здоров'я та соціальна допомога — 14,0 %, виробництво — 9,3 %.